# Crnča (Bośnia i Hercegowina)
Crnča (cyr. Црнча) – wieś w Bośni i Hercegowinie, w Republice Serbskiej, w gminie Derventa. W 2013 roku liczyła 684 mieszkańców.